# Ricombinazione omologa
La ricombinazione omologa (anche nota come ricombinazione generale) consiste nello scambio di filamenti di DNA tra una coppia di sequenze della doppia elica del DNA, cioè segmenti della doppia elica che hanno una sequenza molto simile o identica. Questo scambio permette ad un tratto di doppia elica di DNA di agire come stampo per ripristinare Informazione persa o danneggiata in un altro tratto di doppia elica di DNA. È quindi la via principale per riparare le rotture a doppio filamento causate da radiazioni e da composto chimico chimici reattivi, ma la maggior parte delle volte hanno origine da forcelle di replicazione che si bloccano o si rompono indipendentemente da cause esterne. La ricombinazione omologa corregge tutti questi incidenti, molto frequenti nei cicli di replicazione del DNA, e pertanto consiste in un sistema di riparazione essenziale per ogni cellula che prolifera.
Consiste in un passaggio chiave per lo scambio di informazione genetica fra cromosoma nel corso della meiosi, cioè è lo scambio di informazione genetica fra molecole omologhe di DNA; ad esempio si verifica in profase 1 della meiosi, nella trasduzione batterica, nella trasformazione batterica e nella coniugazione batterica.